# 東野村 (広島県)
東野村（ひがしのむら）は、広島県賀茂郡にあった村。現在の竹原市の一部にあたる。

## 地理
- 河川：賀茂川[1]

## 歴史
- 1889年（明治22年）4月1日、町村制の施行により、賀茂郡東野村が単独で村制施行し、東野村が発足[1][2]。
- 1954年（昭和29年）3月31日、賀茂郡竹原町に編入され廃止[1][2]。

### 地名の由来
隣接する西野に対する地名。

## 産業
- 農業、養蚕、葉煙草[1]